# Gernot Sonneck
Gernot Sonneck (* 1942) ist ein österreichischer Arzt und Psychotherapeut. Er war Vorstand des Instituts für Medizinische Psychologie der Medizinischen Universität Wien und Vorstandsvorsitzender des Kriseninterventionszentrums Wien.
Schwerpunkte seiner Arbeit sind Krisenintervention und Suizidprävention. Er war maßgeblich an der Gründung des Kriseninterventionszentrums Wien, der Österreichischen Gesellschaft für Suizidprävention (ÖGS) und der Wiener Werkstätte für Suizidforschung sowie an der Entwicklung des Nationalen Österreichischen Suizidpräventionsplans beteiligt.

## Leben und Arbeit
Sonneck schloss 1976 die Ausbildung zum Facharzt für Psychiatrie und Neurologie ab. Die Ausbildung zum Psychotherapeuten absolvierte er als Schüler Erwin Ringels, eines Vertreters der Individualpsychologie. 1985 wurde er Sekretär der 1960 u. a. von Ringel gegründeten International Association for Suicide Prevention (IASP). Kurz darauf folgte die Gründung der Österreichischen Gesellschaft für Suizidprävention (ÖGS). 1991 übernahm er als Nachfolger Ringels die Leitung des Instituts für Medizinische Psychologie der Universität Wien. Seit 1999 ist er Vorstandsvorsitzender des Kriseninterventionszentrums Wien.

## Auszeichnungen
- Großes Silbernes Ehrenzeichen für Verdienste um die Republik Österreich (2009)[3][7]
- Hans-Rost-Preis der Deutschen Gesellschaft für Suizidprävention (2007)[6]
- Stengel Research Award der IASP (1985)[8]

## Schriften
- Gernot Sonneck et al.: Krisenintervention: von den Anfängen der Suizidprävention bis zur Gegenwart. Hrsg.: Hubert Christian Ehalt. Bibliothek der Provinz, Weitra 2008, ISBN 978-3-902416-00-1 (101 S.).
- Gernot Sonneck, Claudius Stein, Martin Voracek: Statistisch-epidemiologische Untersuchung zur Suizidproblematik von Männern in Österreich. BMSG, Wien 2003, ISBN 3-85010-130-4.
- Gernot Sonneck, Eva Maria Aichinger et al.: Krisenintervention und Suizidverhütung. 4., verb. und erw. Auflage. UTB Facultas, Wien 1997, ISBN 3-8252-2123-7 (305 S.; 1. Aufl. 1985: 107 S.; Weitere Auflage: ebenda 2000).
- Gernot Sonneck, Franz Piribauer, Erwin Ringel: Der Umgang mit Dialysepatienten. Facultas, Wien 1989, ISBN 3-85076-240-8 (22 S.).
- Gernot Sonneck: Krisen- und Suizidprobleme bei Jugendlichen. E. Reinhardt, München 1983, ISBN 3-497-01035-9 (41 S.).

als Herausgeber:
- Thomas Slunecko, Gernot Sonneck (Hrsg.): Einführung in die Psychotherapie. UTB Facultas, Wien 1999, ISBN 978-3-8252-2085-3.
- Gernot Sonneck (Hrsg.): Medizinische Psychologie. UTB Facultas, Wien 1999, ISBN 3-85076-490-7.
- Gernot Sonneck (Hrsg.): Wieviel Seele braucht der Mensch? Erwin Ringel zum 75. Geburtstag. Ertel, Wien 1996, ISBN 3-901055-02-9 (228 S.).
- Gernot Sonneck (Hrsg.): Bildungsziele und Lehrveranstaltungen im Medizinstudium. Lehrzielkatalog der Pflicht- und Wahlfächer. Facultas, Wien 1994, ISBN 3-85076-357-9 (240 S.).
- Gernot Sonneck (Hrsg.): Kosten und Nutzen der Psychotherapie. Beiträge und Ergebnisse der 3. und 4. Tagung des Dachverbandes der Österreichischen Psychotherapeutischen Vereinigungen in Wien 1989 und 1990. Facultas, Wien 1990, ISBN 3-85076-284-X (85 S.).
- Gernot Sonneck (Hrsg.): Der Krankheitsbegriff in der Psychotherapie. Facultas, Wien 1989, ISBN 3-85076-265-3 (69 S.).